# Fabomyia elenae
Fabomyia elenae är en tvåvingeart som beskrevs av Fedotova 1996. Fabomyia elenae ingår i släktet Fabomyia och familjen gallmyggor.
Artens utbredningsområde är Kazakstan. Inga underarter finns listade i Catalogue of Life.